# パウル・アクイリナ

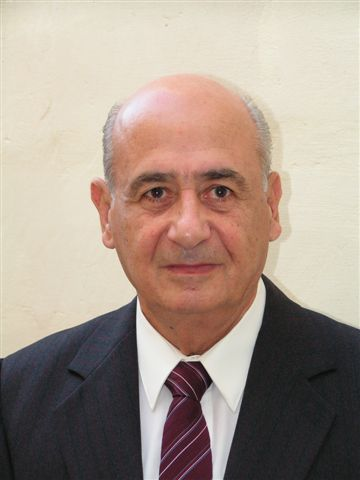
パウル・アクイリナ

パウル・アクイリナ（Pawlu Aquilina、1929年8月28日 – 2009年1月29日）はマルタ共和国の作家、詩人、翻訳家、教育者。マルタ島のシッジウィー出身。ホセ・マリア・ペマンによる作品などのキリスト教系の書物の翻訳に携わった。
2009年1月29日、マルタのビルキルカラにあるマテル・デイ病院にて亡くなった。79歳だった。